# كاتب عمومي
الكاتب العمومي أو الكاتب ؛ هو من يقوم بالكتابة (شكاوى، طلب تدخل من السلطات، طلب عمل من شركات وغيرها.) نيابة عن الغير. هذا الغير الذي هو إما أميا أو جاهلا لتلك اللغة المطلوب الكتابة بها أو فقط ليست له الخبرة والدراية الكافيتين لكتابة ما يريده بالطريقة الإدارية أو القانونية المطلوبة منه.
مهنة الكاتب العمومي منتشرة بشكل أكبر في البلدان العربية وبلدان العالم الثالث حيث تنتشر الأمية والبيروقراطية والتعقيدات الإدارية.
هذه المهنة مقننة في بعض الدول من طرف الإدارة وبالتالي تخضع ممارستها لشروط.
تجدر الإشارة أن مهنة الكاتب العمومي تختلف من دولة إلى أخرى ومن زمن لآخر، ففي المغرب مثلا، الكاتب العمومي العصري يكتب المراسلات والبحوث الجامعية والتقنية، ويكتب الالتزامات والعقود، ويكتب في الصحافة وتصوير أفلام وثاقية ويلعب دور الوكيل العقاري وغيرها من المجالات.

## تاريخ الكاتب العمومي
للكاتب العمومي تسمية دارجة أخرى في [مصر] وبعض الدول العربية، ألا وهو العرضحالجي'، وهو الشخص الذي يكتب العرضحال أو رسالة عرض المشكلة المستوفية للـ[دمغة] أو [تمغة|التمغة] الحكومية اللازمة - والتي كان يبيعها أيضاً - ثم يرفعها الناس للمسئولين، وكان العرضحالجي ولايزال في بعض الأماكن يجلس أمام المحكمة أو المصالح والدوائر الحكومية ليكتب للناس نظير أجر معلوم.
لقد راسلت الجمعية المهنية للكتاب العموميين باشتوكة أيت باها جميع الكتاب والصحفيين والفنانين وغيرهم ممن سبق لهم استعمال «كاتب عمومي» في أسلوب ينقص من شخصية الكاتب العمومي أو الإشارة إليه بتعابير مشينة أو مهينة لشخصيته.
و قذ تمت الإجابة من البعض منهم بتقديمهم لاعتذار وتعهدوا للجمعية ألا يستعملوا في منتوجاتهم أي شيء يسيء إلى هذه المهنة النبيلة.

## اختصاص الكاتب العمومي
مهنة الكاتب العمومي هي مهنة حرة تقدم خدمات كتابية على أشكال وأنواع ولغات مختلفة مثل كتابة المراسلات وقراءتها وترجمتها، وكتابة الالتزامات والعقود، كما تقدم النصح والفتاوي وإبداء الرأي بناء على التجربة الطويلة في المساطر بعد الإذن من طرف رئيس المحكمة، لكن هناك من يعتبر أن الفتاوي وإبداء الرأي تكون من اختصاص المحامين والمختصين القانونيين رغبة في احتكارها دون غيرهم، لكن لماذا يأتي الناس إلى محلات الكتاب العموميين قصد استشارتهم وهم يعلمون أن هناك مختصين؟ لا يمكن الإجابة بأن أعباء أساتذة القانون مكلفة شيئا ما، لأن قضايا الناس قضيا مصيرية لابد من ربحها مهما بلغ الثمن. والجواب الحقيقي هو أن الكاتب العمومي يجيب عن استفسارات الناس بنزاهة دون خلفية ولا طمع ويؤسس جوابه على اطلاعا ته القانونية المتواضعة وتجاريبه المسطرية التي مر بها زبناؤه السابقون، ولهذا يكون في الغالب صائبا، مما يجعل الزبناء يعطونه سمعة طيبة يملك بها الشهرة ويتهافت على مكتبه الآخرون الجدد.
أما خدمة كتابة في المراسلات وقراءتها فتنقسم إلى الإدارية والعائلية. فالإدارية تستوجب إجراءات قانونية يتحكم فيها الأجل وتتقادم مرور الأجل وخاصة منها تلك التي تكون مرفقة بالإشعار بالتوصل، كما أنه لابد من معرفة المبادئ والأسس للتحرير الإداري كما جاء في كتاب الأستاذ الكبير محمد باهي، وتحرر باللغة التي ينطقها المرسل إليه، والكاتب العمومي يكون في الغالب ذو لغتين أو ثلاث لغات، كما يقول المثل «من عرف لغة قوم أمن مكرهم»، أما المراسلات العائلية هي تلك المراسلة التي يجب أن تكون في محل السر، والطرف فيها لابد أن يكونا أميا بريئا يعتبر الكاتب محل سر وموثوق به، ولا يجوز لهذا الأخير الإفشاء ولو كان مضمون الرسالة عاديا، ناهيك أن تكون حاملة لسر تكون فضيحة عند كشفه.

## كتابة العقود والالتزامات
تسمى بالعقود العرفية وتنقسم إلى قسمين: العرفية وهي الجاري بها العمل منذ القدم ولا يزال العمل بها إلى حدود الآن وهي ملزمة للأطراف المتعاقدة التي تمضي عليها، وغالبا ما تكون مصححة الإمضاء من طريف رئيس المجلس البلدي أو المجلس القروي أو مختصين، ولا يمكن مواجهة الغير بها، أما القسم الثاني منها فتسمى العقود العرفية والتابثة التاريخ وهي حجة في مواجهة الغير ولها نفس القيمة التي للحجة الرسمية وتعتبر في مواجهة الغير لأنها مسجلة ومؤدى عنها رسوم التسجيل، لأن الغرض من التسجيل هو إثبات التاريخ.
من اختصاص الكاتب العمومي هي كتابة الالتزامات والعقود طبقا لما جاء في مدونة الالتزامات والعقود، وهذا يستوجب معرفة شاملة لهذا القانون. تكتب الالتزمات بين الأشخاص من أجل الوفاء بها مستقبلا كالوعود والديون وغيرها من المعاملات، كما تكتب العقود التي تربط الأطراف في ما بينهم كعقود الشركات على مختلف أنواعها، وعقود التفويتات كالبيع والكراء والصدقة والهبة وغيرها من أشكال نقل الملكية المنقولة أو العقارية. كل هذه العقود والالتزامات لابد لها من التسجيل بإدارة التسجيل والتمبر قصد اكتساب التاريخ لها.
الكتابة العرفية تستمد نشأتها من النص الصريح للقرآن الكريم ” وليكتب بينكم كاتب بالعدل“ صدق الله العظيم، لكن في الآونة الأخيرة فهناك من يطعن في مهنة الكاتب العمومي. يطعن فيها الحاقدون المنافسون المحتكرون لأن غرضهم احتكار المهنة ويدعون أنهم يعرفون أكثر من الكاتب العمومي مع العلم أن الكاتب العمومي هو الذي كان يحصل على أعلى النقط في القسم منذ التعليم الابتدائ إلى التعليم الجامعي وأحيانا هناك من في جيوبهم ورقة الإجازة لكن عاطلين ولا منفذ لهم للارتزاق سوى سلوك مهنة الكتابة العمومية منأجل الكسب المشروع. وبما أن المغرب يقدم التكوينات في عدة مجالات فلابد له أن يقدم تكوين للممارسين لهده المهنة المحركة للاقتصاد الوطني بشكل ملفت للنظر والدولة تعلم ذلك جيد، لأن تكوينهم على التكوينهم المكتسب ما هو إلا دفعة بهم إلى الأمام والرفع من مستواهم إلى درجة الموثق، التكوين المستمر لهذه الفئة وباجتياز مباراة تزكيهم للرفع م قيمتهم وعطائهم للمجتمع، تجدر الإشارة أن الكاتب العمومي هو رجل مثقف لم يساعده الحظ في الخصول على وظيفة، لأن الظروف الغامضة للوظيفة العمومية لا تسمح بالعمل لمن هب ودب ولو كان بعلمه يحرك النجوم في السماء وهذا معروف في الأقطار العربية عند العادي والبادي.

## تطور أدوات الكاتب العمومي
كان الكاتب العمومي في بداية أمره يستعمل قلما عاديا في منتهى البساطة ويكون محله بالأسواق العمومية يتوافد عليه الناس الذين لا يعرفون الكتابة ويقدم لهم خدماته الكتابية، وتكون كتابته ذات جمالية وعبارات عفوية مترجمة من اللهجات المحلية إلى اللغة العربية الفصيحة، ومقابل ذلك يتلقى من الناس كمشة من الدراهم ويرميها في جيبه دون معرفة كمها ويقول «الله يخلف»، والكاتب لا بد له أن يكون ابن البلدة التي يعمل بها ومعروف لدى الناس بالثقة وكتمان سرهم، وعند القدرة يكتري مكتبا بالسوق الأسبوعي للبلدة بأبخس الأثمان في مكان معزول عن الرواج لكن كل الناس يعرفون مكانه ولا يحتاج إلى عرض خدمته على الواجهة، وبداخل المكتب توجد طاولة تتسع للكاتب وحده وينشر في الجانب الآخر للمكتب حصير يجلس عليه الزبناء.
ثم يتطور الكاتب بتطور البلدة ويشتري آلة للكتابة، ومع الأيام يتطبع مع الضرب على ملمسها إلى درجة أنه يكتب بخفة توازي سرعة النطق الذي ينطق به الزبون وبدون ارتكاب الخطأ وهي دلالة على براعة الكاتب في الأداء الكتابي عند الزبناء.
و منذ السنوات العشر الأخيرة اعتمد الكاتب العمومي آلة الحاسوب الذي سهل عليه أعباءه وبدأ يخدم الناس بشكل أسرع وبدقة عالية، وبدأ يستعمل الشبكة العنكبوتية من أجل حاجاته عن المعلومة قصد تطوير كفاءته.
مهنة الكاتب العمومي هي مهنة شرعية منذ القدم ومعمول ومعترف بها لكونها تدخل في العرف المغربي، لكن لاحظنا في الآونة الأخيرة أن هناك من يعتدي على ممارسي هذه المهنة بشكل أو بآخر، سواء على المستوى القيادي أو على مستويات هدفها السيطرة وسد باب الارتزاق في وجه الكاتب العمومي الذي يعمل لحد الآن في نوع من الغموض لكون هذه المهنة غير منظمة.
لكن شعور الكاتب العمومي بما يهدده جعله يتكدس ويلتحم مع إخوانه الممارسين للمهنة لتكوين جمعيات مناضلة للدفاع عن حقوقه واستحقاق مطالبه وذلك بتنظيم هذه المهنة وجعلها مهنة معترف بها لها حقوق وعليها واجبات.
بالمنطقة الجنوبية للمغرب قامت جمعيات مهنية (نقابية) منها:
الجمعية المهنية للكتاب العموميين بانزكان
الجمعية المهنية للكتاب العموميين بأكادير
الجمعية المهنية للكتاب العموميين بباشتوكة أيت باها
الجمعية المهنية للكتاب العموميين بكلميم
المرجو من جميع الكتاب العموميين وجمعياتهم ومن كل من له غيرة على هذه المهنة الاتصال بنا عبر الوسائل المتاحة، من أجل النصائح والاقتراحات الهادفة إلى الرفع من تقديرات المهنة الحرة هذه وجعلها منظمة ومسؤولة.
الهدف من هذا المنبر هو توحيد الجهود من أجل خلق إطار قانوني على المستوى الوطني كهيئة وطنية للكتاب العموميين وانتخاب من يمثلهم في البرلمان لطرح مشاكلهم ومعاناتهم على شكل قوة اقتراحية على مستوى التشريع

## ما هو الحل لمشكل الكاتب العمومي؟
الطريق الذي أفضت إليه الحقيقة أن القوة المملوكة لذوي السلط والنفوذ لا يمكن منافستها إلا باتحاد قوى ضعيفة متعددة ومشتتة، من هنا انطلقت فكرة البحث عن إطار قانوني للكتاب العموميين في جهة سوس ماسة درعة وهو تكوين جمعية مهنية خاصة بالكتاب الممارسين لهذه المهنة على مستوى كل إقليم هادفين من وراء ذلك تكوين اتحاد جهوي للجمعيات ثم بعد ذلك تكوين هيئة وطنية تمثلهم كقوية اقتراحية تدافع عن مطالبهم المشروعة.
كانت المبادرة الأولى من طرف الجمعية المهنية للكتاب العموميين بالدائرة الترابية لعمالة انزكان أيت ملول، وهم المحفزين للكتاب المتواجدين بالأقاليم الجهوية الأخرى من أجل تحقيق هذا الهدف.

## مثال على رسالة كتبها كاتب عمومي
قد لا يختلف اثنان أن كل المهن والأعمال الموجودة في هذه الدنيا، قد عرفت تطورات كبيرة إلى درجة أن بعض التطورات صارغ تغيرا جذريا لها، وهذا لا يعد جديدا بل هو مجرد مسايرة للتطور التاريخي والتدرج الدنيوي.
ولا يختلف اثنان أن مهنة الكاتب هي من أقدم المهن في الوجود، وذلك ما يثبته القرآن الكريم، وما يؤكده التاريخين الإسلامي والعربي، بدليل أن الكاتب آنذاك كان هو بمثابة الموثق والمؤرخ والوسيط بين الملوك والشعوب، وهذا في حد ذاته فخر للمهنة.
غير أنه وللأسف الشديد، فإن مهنة الكاتب العمومي التي تعد من أقدم المهن، لم تتطور بنفس السرعة التي عرفتها بقية المهن بمختلف أنواعها، ذلك ربما لاحتقار ضمني من طرف الجميع لهذه المهنة الشريفة، وربما لشعور الكتاب العمومين بضعف وانحطاط أمام بقية المهن والوظائف المتسارعة في التطور والنمو.
وكما أنه بالنسبة لجل المهن، فإن مسار التطبيق يختلف من دولة إلى أخرى، فإن الكاتب العمومي في الجزائر، أصبح من المهن التي يستحيل الاستغناء عنها، خاصة وأن من يتهافتون عليه ليسوا فقط من الفئة الأمية أو الفئة الغير قادرة على القراءة والكتابة، بل أنه يستقبل يوميا عشرات الإطارات من مختلف النخب، من أجل تحرير مختل فالرسائل.

## وصلات خارجية
- الجمعية المهنية للكتاب العموميين باشتوكة ايت باها المملكة المغربية
- الرابطة الوطنية للكتاب العموميين ووكلاء الأعمال بالمغرب